# Magdalena Eisath
Magdalena Eisath (* 5. März 1986 in Bozen) ist eine ehemalige italienische Skirennläuferin. Die Südtirolerin startete in allen Disziplinen und wurde 2007 Italienische Meisterin im Riesenslalom. Ihre Mutter Monika Auer war eine erfolgreiche Rennrodlerin, ihre Brüder Florian und Michael sind ebenfalls Skirennläufer.

## Biografie
Eisath bestritt im Dezember 2001 ihre ersten FIS-Rennen, die ersten Einsätze im Europacup folgten im Februar 2005. Kurz darauf gelang ihr der erste Sieg in einem FIS-Rennen. Im Dezember 2005 holte sie mit Rang 24 im Riesenslalom von Alleghe erstmals Europacuppunkte. Bei den Juniorenweltmeisterschaften 2006 ging sie im Slalom und im Riesenslalom an den Start, kam aber nur im Riesenslalom als 30. in die Wertung. In der Europacupsaison 2006/07 fuhr Eisath in jeder der fünf Disziplinen genau einmal in die Punkteränge, wobei sie als 16. im Super-G von Sella Nevea erstmals unter die besten 20 kam. 
Der bisher größter Erfolg gelang Eisath im März 2007, als sie Italienische Meisterin im Riesenslalom wurde. In der Europacupsaison 2007/08 fuhr sie insgesamt siebenmal unter die schnellsten 30. Ihr bestes Resultat war der 13. Platz im ersten Riesenslalom von Abetone. In der Saison 2008/09 kam sie nur zu vier Einsätzen im Europacup, aber keines dieser Rennen konnte sie beenden. Seit einem Kreuzbandriss Ende November 2009 war Eisath bei keinem Rennen mehr am Start und beendete ihre Karriere.

## Erfolge

### Juniorenweltmeisterschaften
- Québec 2006: 30. Riesenslalom

### Europacup
- Zwei Platzierungen unter den besten 20

### Weitere Erfolge
- Italienische Meisterin im Riesenslalom 2007
- 12 Siege in FIS-Rennen